# WrestleMania 22
Wrestlemania 22 foi o vigésimo segundo evento anual do WrestleMania, produzido pela World Wrestling Entertainment (WWE) e transmitido em pay-per-view, que ocorreu em 2 de abril de 2006 no Allstate Arena em Rosemont, Illinois.
O evento contou com a participação dos lutadores dos programas Raw e SmackDown!, contendo portanto dois eventos principais. No evento principal do Raw, John Cena derrotou Triple H para manter o WWE Championship. No evento principal do SmackDown!, Kurt Angle perdeu o World Heavyweight Championship para Rey Mysterio, em uma luta que também envolvia Randy Orton. Outros confrontos notáveis incluem a luta No Holds Barred entre Shawn Michaels e Mr. McMahon, uma luta de caixão entre The Undertaker e Mark Henry, um combate pelo WWE Women's Championship entre Mickie James e Trish Stratus e a segunda luta Money in the Bank.
WrestleMania 22 foi o terceiro a ser realizado na Região Metropolitana de Chicago (seguido do WrestleMania 2 e WrestleMania 13). Os ingressos foram vendidos em dois minutos, gerando uma receita de US$ 2,5 milhões, tornando-se no evento de maior bilheteira de um dia na Allstate Arena. Mais de 17.155 pessoas de 16 países e 43 estados dos Estados Unidos compareceram, com milhões de pessoas assistindo ao show em 90 países. O evento foi muito bem recebido por fãs e críticos. WrestleMania 22 marcou a última ocasião em que um WrestleMania foi realizado em uma arena tradicional. Todos os WrestleManias subsequentes foram realizados em estádios da NFL ou em grandes estádios de futebol americano universitário. O menor comparecimento em WrestleManias desde esta mudança foi de 71.617 pessoas no WrestleMania XXVII que aconteceu no Georgia Dome em 2011.

## Resultados
| Nº                                          | Resultados                                                                           | Estipulações                                           | Tempo |
| ------------------------------------------- | ------------------------------------------------------------------------------------ | ------------------------------------------------------ | ----- |
| Dark                                        | Viscera venceu ao eliminar por último Snitsky                                        | Battle Royal interpromocional de 18 lutadores          | 6:09  |
| 1                                           | Kane e The Big Show (c) derrotaram Carlito e Chris Masters                           | Luta de duplas pelo World Tag Team Championship        | 6:42  |
| 2                                           | Rob Van Dam derrotou Shelton Benjamin, Ric Flair, Finlay, Matt Hardy e Bobby Lashley | Luta Money in the Bank                                 | 12:14 |
| 3                                           | John "Bradshaw" Layfield (com Jillian Hall) derrotou Chris Benoit (c)                | Luta individual pelo United States Championship        | 9:48  |
| 4                                           | Edge (com Lita) derrotou Mick Foley                                                  | Luta Hardcore                                          | 14:36 |
| 5                                           | The Boogeyman derrotou Booker T e Sharmell                                           | Luta 2-contra-1                                        | 3:43  |
| 6                                           | Mickie James derrotou Trish Stratus (c)                                              | Luta individual pelo Women's Championship              | 8:48  |
| 7                                           | The Undertaker derrotou Mark Henry                                                   | Luta de caixão                                         | 9:28  |
| 8                                           | Shawn Michaels derrotou Mr. McMahon                                                  | Luta No Holds Barred                                   | 18:22 |
| 9                                           | Rey Mysterio derrotou Kurt Angle (c) e Randy Orton                                   | Luta Triple Threat pelo World Heavyweight Championship | 11:19 |
| 10                                          | Torrie Wilson derrotou Candice Michelle                                              | Briga de travesseiros da Playboy                       | 3:54  |
| 11                                          | John Cena (c) derrotou Triple H por submissão                                        | Luta individual pelo WWE Championship                  | 22:02 |
| (c) – Refere-se aos campeões antes da luta. |                                                                                      |                                                        |       |